# Mbale (Kenya)
Mbale är en länshuvudort i Kenya. Den ligger i länet Vihiga, i den södra delen av landet, 290 km sydost om huvudstaden Nairobi. Mbale ligger 1 173 meter över havet och antalet invånare är 60 000.
Terrängen runt Mbale är lite bergig. Runt Mbale är det ganska tätbefolkat, med 60 invånare per kvadratkilometer. Mbale är det största samhället i trakten. Omgivningarna runt Mbale är en mosaik av jordbruksmark och naturlig växtlighet.